# 680. pr. Kr.
◄ | 8. stoljeće pr. Kr. | 7. stoljeće pr. Kr. | 6. stoljeće pr. Kr. | ►
◄ | 710-ih pr. Kr. | 700-ih pr. Kr. | 690-ih pr. Kr. | 680-ih pr. Kr. | 670-ih pr. Kr. | 660-ih pr. Kr. | 650-ih pr. Kr. | ►
◄◄ | ◄ | 683. pr. Kr. | 682. pr. Kr. | 681. pr. Kr. | 680 pr. Kr. | 679. pr. Kr. | 678. pr. Kr. | 677. pr. Kr. | ► | ►►
Astronomija

## Događaji
- Održane 25. Olimpijske igre, na kojoj su kao disciplina uvedene utrke dvokolica.
- Asirski kralj Esarhadon započinje obnovu Babilona koga je prije deset godina bio razorio njegov otac Sanherib.
- Meteoriti pogađaju otok Saaremaa u današnjoj Estoniji, stvorivši krater Kaali (približno vrijeme događaja).

## Rođenja
- oko 680. pr. Kr. Arhiloh, grčki pjesnik